# Kristian Mørch
Johannes Peter Kristian Ari Tobias Mørch (* 5. April 1930 in Ukkusissat; † 3. Mai 2017 in Ilulissat) war ein grönländischer Geistlicher.

## Leben
Kristian Mørch war der Sohn des Jägers Abraham Johannes Thomas Mørch (1902–1982) und seiner Frau Anna Sofie Mariane Sara Willumsen (1907–1986). Über seine Mutter war er ein Enkel des Landesrats Tobias Willumsen. Kristian Mørch heiratete am 28. Dezember 1958 Elisabeth Josefine Regine Elberg Fleischer (1932–?), Tochter des Udstedsverwalters Hans Johan Mathias Fleischer (1899–1968) und seiner Frau Nathalie Augustine Pauline Fencker (1905–1998) sowie Schwester des Journalisten Jørgen Fleischer (1924–2012).
Er besuchte von 1944 bis 1946 die Efterskole in Aasiaat. Anschließend besuchte er die Hochschule und Grønlands Seminarium in Nuuk. 1950 wechselte er an das Seminarium in Haslev, bevor er von 1955 bis 1958 an der Universität Kopenhagen Theologie studierte. Er wurde in der Davidskirke ordiniert und war von 1958 bis 1959 Pastor in Qaqortoq. Anschließend war er von 1959 bis 1965 in Qaanaaq tätig. Nach einem Jahr in Paamiut arbeitete er bis 1968 in Upernavik. Dann kehrte er nach Qaanaaq zurück, wo er bis 1975 blieb. Von 1975 bis 1978 war er Pastor in Uummannaq und dann bis 1984 in Ilulissat. 1984 löste er Jens Christian Chemnitz als Vizebischof von Grönland ab. 1993 wurde Grönland ein eigenes Bistum und Kristian Mørch wurde erster Bischof von Grönland. Zwei Jahre später ging er in Rente und wurde von Sofie Petersen abgelöst.
Neben seiner kirchlichen Tätigkeit war er auch Redakteur von Lokalzeitungen in Qaanaaq, Upernavik, Uummannaq und Ilulissat. In Ilulissat redigierte er zudem die Predigtsammlungen. In Qaanaaq und Ilulissat war er zudem im Schulrat tätig. Er war Kommandeur des Dannebrogordens. Kristian Mørch starb am 3. Mai 2017 im Alter von 87 Jahren.